# 福岡教育大学附属小倉小学校
福岡教育大学附属小倉小学校（ふくおかきょういくだいがくふぞくこくらしょうがっこう）は、国立大学法人福岡教育大学の附属小学校。北九州市小倉北区にある。
教育大学の付属校として、教育研究と教育実習の場ともなっている。児童数は約480人。約40人のクラスが学年ごとに二つある（第一学年のみ、少人数で3クラスある）。
以前は福岡教育大学教育学部附属小倉小学校と称したが、2004年度（平成16年度）から福岡教育大学が国立大学法人になるのに伴い、現校名に改称された。

## 沿革
- 1911年（明治44年）福岡県小倉師範学校附属小学校を創立
- 1913年（大正02年）富野の新校舎に移転
- 1941年（昭和16年）福岡県小倉師範学校附属国民学校と改称
- 1946年（昭和21年）全国に誘導の教育を提唱して大きな反響
- 1947年（昭和22年）福岡第二師範学校附属小学校と改称
- 1949年（昭和24年）福岡学芸大学福岡第二師範小倉附属小学校と改称
- 1951年（昭和26年）福岡学芸大学附属小倉小学校と改称
- 1952年（昭和27年）制服の制定
- 1957年（昭和32年）校旗の制定
- 1958年（昭和33年）校歌の制定
- 1959年（昭和34年）PTAを育友会と改称
- 1966年（昭和41年）福岡教育大学教育学部附属小倉小学校と改称
- 1971年（昭和46年）創立60周年記念式典を挙行
- 1979年（昭和54年）文部省教育課程研究指定校を受ける
- 1981年（昭和56年）創立70周年記念式典の挙行及び記念誌発刊
- 1989年（平成元年）校舎新築工事竣工
- 1991年（平成03年）創立80周年記念式典の挙行及び記念誌発行、同窓会結成
- 1999年（平成11年）文部省研究開発校に指定
- 2001年（平成13年）創立90周年記念式典の挙行及び記念誌発刊
- 2004年（平成16年）国立大学法人化に伴い、福岡教育大学附属小倉小学校（現校名）と改称。
- 2011年（平成23年） 創立100周年記念式典を挙行
- 2012年（平成24年） 小中連携事業開始・校長一本化

## 制服
- 冬服
  - 男子 折襟の学生服、半ズボン
  - 女子 ブラウス、上衣、ジャンパースカート
- 夏服
  - 男子 開襟シャツ、半ズボン
  - 女子 ブラウス、吊りスカート

## 行事
- 運動会
- 育友（いくゆう）の日
- 遠足（春・秋）

## 校歌
- 作詞：栗原一登。小倉師範学校（福岡教育大学の母体の一つ）出身。劇作家、国語教科書（光村図書）編著者、作詞家。北九州市をはじめ全国の学校校歌の作詞も手がけた。娘は女優の栗原小巻。
- 作曲：清水脩

## アクセス
- タクシー
JR小倉駅より約10分
- 西鉄バス
『小倉駅入口』バス停より約15分　92番「大谷池」行　93番「霧丘、湯川新町三丁目業サンリブシティ小倉」行→『営団入口』または『附属小前』下車　急行「恒見」行　170・175「田野浦」行→『附属小前』下車